# Walisische Fußballnationalmannschaft (U-19-Junioren)
Die walisische Fußballnationalmannschaft der U-19-Junioren ist die Auswahl walisischer Fußballspieler der Altersklasse U-19. Sie repräsentiert die Football Association of Wales auf internationaler Ebene, beispielsweise in Freundschaftsspielen gegen die Auswahlmannschaften anderer nationaler Verbände, aber auch bei der seit 2002 in dieser Altersklasse ausgetragenen Europameisterschaft. Die walisische Mannschaft konnte sich noch nicht für eine Endrunde qualifizieren und konnte auch nur viermal die Eliterunde erreichen, wobei eine Teilnahme wegen der COVID-19-Pandemie ins Wasser fiel.

## Teilnahme an U-19-Europameisterschaften
- 2002: nicht qualifiziert
- 2003: nicht qualifiziert
- 2004: nicht qualifiziert
- 2005: nicht qualifiziert
- 2006: nicht qualifiziert (als viertbester Gruppendritter die Eliterunde verpasst)
- 2007: nicht qualifiziert
- 2008: nicht qualifiziert
- 2009: nicht qualifiziert (als siebtschlechtester/bester Gruppendritter die Eliterunde verpasst)
- 2010: nicht qualifiziert (als siebtschlechtester/bester Gruppendritter die Eliterunde verpasst)
- 2011: nicht qualifiziert (in der Eliterunde gescheitert)
- 2012: nicht qualifiziert
- 2013: nicht qualifiziert (als sechstschlechtester Gruppendritter die Eliterunde verpasst)
- 2014: nicht qualifiziert (in der Eliterunde gescheitert)
- 2015: nicht qualifiziert (als viertschlechtester Gruppendritter die Eliterunde verpasst)
- 2016: nicht qualifiziert
- 2017: nicht qualifiziert (als zweitbester Gruppendritter die Eliterunde verpasst)
- 2018: nicht qualifiziert
- 2019: nicht qualifiziert  (in der Eliterunde gescheitert)
- 2020: Meisterschaft wegen COVID-19-Pandemie abgesagt (für die abgesagte Eliterunde qualifiziert)
- 2022: nicht qualifiziert (als siebtschlechtester/bester Gruppendritter die Eliterunde verpasst)

| Bilanz     | Bilanz | Bilanz | Bilanz | Bilanz      | Bilanz | Bilanz    | Bilanz       |
| Runde      | Spiele | Siege  | Remis  | Niederlagen | Tore   | Gegentore | Tordifferenz |
| ---------- | ------ | ------ | ------ | ----------- | ------ | --------- | ------------ |
| 1. Runde   | 59     | 19     | 08     | 32          | 090    | 111       | −21          |
| Eliterunde | 09     | 03     | 01     | 05          | 014    | 019       | 0−5          |
| Gesamt     | 68     | 22     | 09     | 37          | 104    | 130       | −26          |